# میرعلی قشقایی
میرعلی قشقایی (ترکی آذربایجانی: Mirəli Seyidəli oğlu Qaşqay; ۷ ژانویهٔ ۱۹۰۷ – ۲۳ آوریل ۱۹۷۷) دانشمند در زمینه زمین‌شناسی اهل امپراتوری روسیه بود.
وی همچنین برندهٔ جوایزی همچون نشان انقلاب اکتبر، مدال دفاع از قفقاز، و نشان پرچم سرخ کار شده‌است.